# غوميزة مقوسة
غوميزة مقوسة (الاسم العلمي:Gomesa recurva) هي نوع من النباتات تتبع جنس الغوميزة من الفصيلة السحلبية.